# Paul Graham (Fotograf)

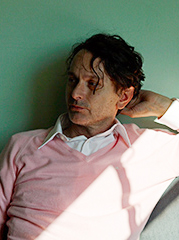
Paul Graham (2006)

Paul Graham (* 1956 in England) ist ein britischer Fotograf. Er ist vor allem durch seine sozialdokumentarischen Aufnahmen bekannt geworden.

## Leben und Werk
Graham studierte zunächst Mikrobiologie an der Universität Bristol und schloss das Studium 1978 ab. Bereits in dieser Zeit beschäftigte er sich jedoch intensiv mit der Fotografie. Seine erste Ausstellung fand 1979 im Arnolfini Center statt. Ab 1998 lebte er überwiegend in den Vereinigten Staaten, ab 2002 dauerhaft in New York.
Sein fotografisches Werk steht in der Tradition des britischen sozialen Realismus eines Bill Brandt. Als weitere Einflüsse werden Garry Winogrand, Lee Friedlander, Diane Arbus, Stephen Shore und William Eggleston genannt. Banal alltägliches bleibt nicht ausgespart.
A1 – The Great North Road erschien 1981 und war Grahams erste Publikation. Sie zeigte Fotos, die entlang der größten britischen Fernstraße, der A1, aufgenommen wurden. Die heimlich aufgenommene Reportage Beyond Caring von 1986 illustriert die triste Atmosphäre britischer Arbeitsämter. Die Serie Troubled Land von 1987 über Nordirland kontrastiert friedliche Landschaften mit der harten Realität eines schwelenden Bürgerkrieges.
Paul Grahams Werk ist in zahlreichen bedeutenden Sammlungen vertreten und wurde in Deutschland unter anderem im Museum Folkwang und den Deichtorhallen gezeigt.

## Preise und Auszeichnungen
- 2009 Deutsche Börse Photography Prize bei der Deutsche Börse Photography Foundation
- 2012 Hasselblad Preis

## Publikationen
- A1—The Great North Road Grey Editions, 1983.
- Beyond Caring Grey Editions, 1985.
- Troubled Land Grey Editions, 1986.
- In Umbra Res National Museum of Photography, Bradford, 1991.
- New Europe Fotomuseum Winterthur, 1992.
- Empty Heaven Scalo, 1995.
- End of an Age Scalo, 1998.
- Paintings Greenberg Van Doren Gallery, New York, 2000.
- American Night SteidlMACK, 2003.
- a shimmer of possibility SteidlMACK, 2007. (12 Bände)
- Paul Graham SteidlMACK, 2009.
- a shimmer of possibility SteidlMACK, 2009 (Paperback-Ausgabe).
- Films MACK, 2011

## Lexikalischer Eintrag
- Hans-Michael Koetzle: Fotografen A-Z. Taschen Deutschland, 2015 ISBN 978-3-8365-5433-6